# Castelvetere sul Calore
Castelvetere sul Calore là một đô thị (commune) thuộc tỉnh Avellino trong vùng Campania của Ý. Castelvetere sul Calore có diện tích 17,06 km2, dân số là 1702 người (thời điểm ngày 1 tháng 5 năm 2009). 